# Clouds
Clouds er Joni Mitchells andet album, indspillet og udsendt i 1969. Som debutalbummet Song to a Seagull består det musikalske udtryk næsten udelukkende af hendes sang akkompagneret af hendes eget spil på akustisk guitar. På albummet findes hendes første store hit, "Both Sides, Now", samt "Chelsea Morning", der begge var skrevet og indspillet af andre kunstnere forinden. Albummet var dedikeret til Mitchells mormor, Sadie McKee, der stammede fra en musikerfamilie, men selv ikke havde mulighed for at skabe sig en musikalsk karriere.
Albummet fik generelt pæne anmeldelser og vandt en Grammy for bedste folk-præstation i 1970.

## Sange
| Side 1 1. "Tin Angel" – 4:09 Den sørgmodige sang handler sandsynligvis om hendes affære i sommeren 1967 med trommeslageren Roy Blumenfeld, med hvem hun jævnligt frekventerede en café ved navn Tin Angel. 2. "Chelsea Morning" – 2:35 Denne muntre sang beskriver Mitchells glæde over at være flyttet til New York nogle år forinden som en uafhængig kvinde med alle muligheder. En ung Hillary Rodham skulle blive så glad for sangen, så da hun senere fik en datter med Bill Clinton, opkaldte de hende efter denne sang. Denne sang er blandt de spillede af andre musikere af hendes sange. 3. "I Don't Know Where I Stand" – 3:13 Sangen beskriver en helt spæd forelskelse. 4. "That Song About the Midway" – 4:32 Sangen handler om Leonard Cohen og hendes indledende betagelse af denne. En af sangens første linjer, "you stood out like a ruby in a black man's ear", er givetvis inspireret af en linje fra Romeo og Julie: "Like a rich jewel in an Ethiop's ear". 5. "Roses Blue" – 3:52 Sangen gør grin med en bekendts besættelse af alternativ livsstil med tarot, astrologi og lignende. | Side 2 1. "The Gallery" – 4:12 Ligeledes en sang om Cohen, som hun mødte på Newport Folk Festival i 1967 og havde en stormende affære med. Imidlertid havde Cohen svært ved at holde sig fra andre kvinder, og forholdet mellem de to endte snart. Denne sang beskriver afslutningen af forholdet. 2. "I Think I Understand" – 4:28 3. "Songs to Aging Children Come" – 3:10 Den sørgmodige sang blev senere en del af musikken i filmen Alice's Restaurant af Arthur Penn i en udgave med Tigger Outlaw. 4. "The Fiddle and the Drum" – 2:50 Sangen, der er helt uden instrumentledsagelse, opfattes generelt som en antikrigssang beskrevet ved, at der spørges, hvorfor (krigs)trommen vælges frem for violinen. Den blev senere koblet til modstanden mod Irak-krigen, særligt efter at den blev indspillet i 2004 af A Perfect Circle. Sangen blev senere titel på en ballet, som Mitchell i 2007 skrev sammen med koreografen Jean Grand-Maître; balletten er filmatiseret. 5. "Both Sides, Now" – 4:32 Måske Mitchells mest kendte sang, der allerede havde været et stort hit med Judy Collins. Der findes flere forklaringer på dens oprindelse, men en af dem går på, at Mitchell på en flyvetur læste Saul Bellows Regnkongen Henderson og kom til en passage, hvor hovedpersonen ligeledes er på en flyvetur og kigger ned på skyerne, hvorpå Mitchell selv fik samme oplevelse. Sangen handler om klogskab og frihed. |

## Medvirkende
Joni Mitchell skrev selv sangene på albummet og producerede dem alle, bortset fra "Tin Angel", som er krediteret til Paul Rothchild. Som på debutalbummet synger og spiller hun selv på alle sangene; denne gang spiller hun dog kun guitar som akkompagnement. Tekniker på albummet var Henry Lewy.

## Cover
Det originale cover er også på dette album skabt af Joni Mitchell selv. Centralt er et selvportræt med kun hovedet og en hånd, der holder en prærielilje, som symboliserer Saskatchewan-provinsen i Canada, som Mitchell stammer fra. I baggrunden af billedet ser man endvidere nogle bygninger fra hjembyen Saskatoon samt floden South Saskatchewan River, der flyder gennem byen.
Ud over den stærkt røde lilje er farverne rød-gyldne på himlen og i floden, sandsynligvis for at markere aftenstemning. Billedet fortsættes i øvrigt på bagsiden af det originale album med landskab i forlængelse af det på forsiden.